# Exométabolomique

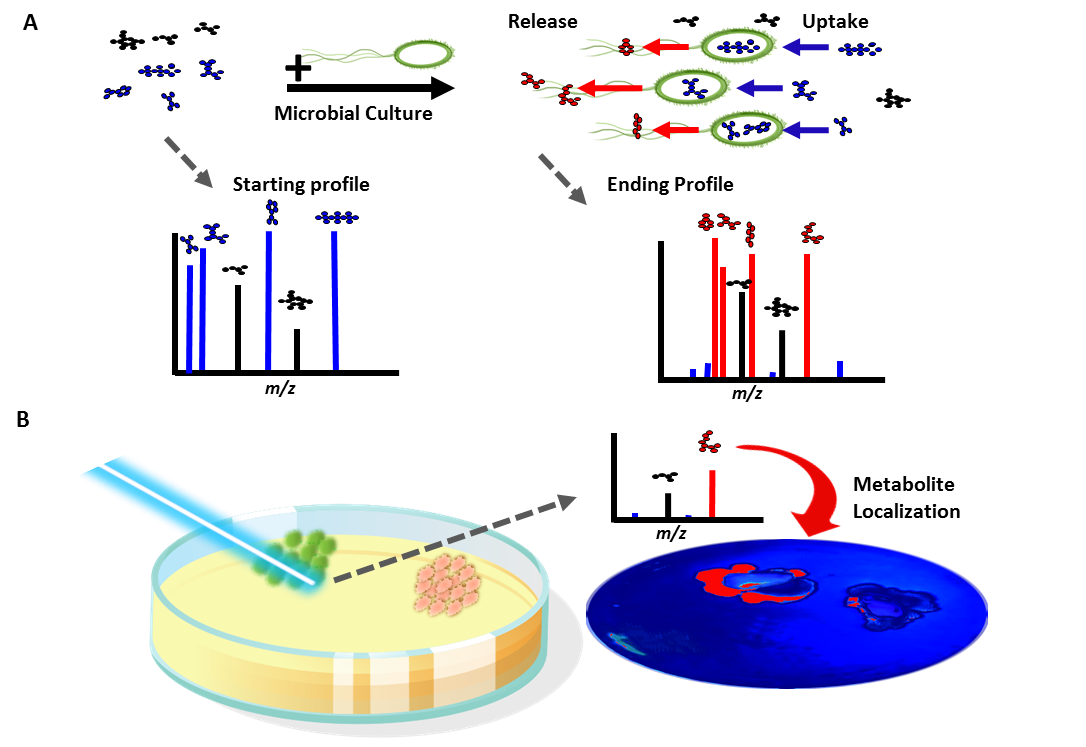
Une expérience modèle d'exométabolomique mise en place à partir d'une culture liquide avec analyse par LC-MS (A), et à partir de plaques d'agar avec analyse par MSI (B).

L'exométabolomique, également appelée « empreinte métabolique » (metabolic footprinting en anglais),, est une discipline qui étudie les métabolites extracellulaires, et constitue un sous-domaine de la métabolomique.
Alors que les mêmes approches analytiques utilisées pour identifier des profils de métabolites s'appliquent à l'exométabolomique, telles que la chromatographie en phase liquide couplée à la spectrométrie de masse (LC-MS en anglais), la résonance magnétique nucléaire (RMN) ou la chromatographie en phase gazeuse couplée à la spectrométrie de masse (GC-MS en anglais), l'analyse des exométabolites soulève des défis particuliers et se focalise le plus généralement sur l'étude des transformations de groupes de métabolites exogènes par des systèmes biologiques. Typiquement, ces expériences sont effectuées en comparant des métabolites à deux ou plusieurs points temporels, par exemple entre un milieu de culture ayant subi une certaine évolution et un autre n'ayant pas été inoculé, ou de contrôle ; cette approche peut permettre de distinguer différents états physiologiques d'une souche sauvage de levure et entre des levures mutantes. Puisque, dans beaucoup de cas, le groupe d'exométabolites (extracellulaire) est moins dynamique que les groupes d'endométabolites (intracellulaires, qui sont souvent perturbés lors de l'échantillonnage), et que des milieux définis chimiquement (milieux de culture in vitro adaptés aux cellules humaines ou animales dans lesquels tous les composés chimiques sont connus) peuvent être utilisés, alors cela réduit le nombre de défis de la métabolomique.
L'exométabolomique est également utilisée comme outil complémentaire aux données issues de la génomique, la transcriptomique et la protéomique, afin d'avoir un meilleur aperçu des fonctions des gènes et des voies métaboliques. De plus, l'exométabolomique peut être utilisée pour quantifier les molécules polaires étant consommées ou sécrétées par un organisme, ainsi que pour mesurer la production de métabolites secondaires,.

## Historique
L'étude des métabolites extracellulaire est très fréquente dans la littérature scientifique,,. Cependant, le profilage global des exométabolites n'a pu être réalisé que grâce à des avancées récentes permettant d'améliorer la séparation chromatographique et la détection de centaines de milliers de composés chimiques depuis le milieu des années 2000. La première étude visant à démontrer l'intérêt biologique de profilages comparatifs de groupes d'exométabolites n'a pas eu lieu avant 2003, lors de laquelle le terme de metabolic footprinting a été inventé par Jess Allen et ses collaborateurs,. Ces travaux ont suscité un grand intérêt de la part de la communauté scientifique, en particulier pour ceux travaillent sur la caractérisation du métabolisme microbien. L'idée d'un "exométabolome" incluant les composés du groupe d'exométabolites n'a pas vu le jour avant 2005.
Des progrès récents en imagerie de spectrométrie de masse ont permis la localisation spatiale des métabolites sécrétés. À mesure que la microbiologie devient de plus en plus centrée sur la structure des communautés microbiennes, l'exométabolomique a fourni une compréhension rapide des interactions métaboliques entre deux ou plusieurs espèces. Récemment, l'exométabolomique a été utilisée pour concevoir des systèmes de co-culture. Du fait que l'analyse des métabolites extracellulaires permet de faire des prédictions et des identifications d'échanges de métabolites (cross-feeding en anglais) entre plusieurs espèces, les analyses exométabolomiques peuvent être utilisées pour comprendre les réseaux de communautés écologiques.

## Méthodes analytiques
En principe, n'importe quelle méthode utilisée en métabolomique peut l'être aussi en exométabolomique. Néanmoins, la chromatographie en phase liquide couplée à la spectrométrie de masse a été la plus largement utilisée. De la même façon qu'en métabolomique, les métabolites sont identifiés par rapport à leur masse absolue, le temps de rétention et leurs motifs de fragmentation MS/MS en les comparant à des standards authentiques. Les chromatographies typiquement utilisées sont la chromatographie à interaction hydrophile pour la quantification des métabolites polaires, ou bien la chromatographie en phase inversée (C18) pour quantifier des composés non polaires, des lipides et des métabolites secondaires. La chromatographie en phase gazeuse couplée à la spectrométrie de masse peut aussi être utilisée pour quantifier des sucres simples et d'autres carbohydrates plus complexes, ainsi que pour obtenir des profils métaboliques complets.
Puisque la LC-MS ne fournit pas de données spatiales sur la localisation des métabolites, on peut utiliser en complément l'imagerie de spectrométrie de masse (MSI en anglais).

## Applications
Les techniques d'exométabolomique ont été utilisées dans les domaines suivants :
- génomique fonctionnelle : utilisation des métabolites pour assigner une fonction à des gènes inconnus[19]
- bioénergie : études de matières premières à base de lignocellulose[20]
- agriculture et alimentation : caractérisation d'exométabolites issus de racines afin de déterminer comment ces derniers affectent les rhizobactéries améliorant la croissance des plantes[21] ; metabolic footprinting de souches de levures afin d'identifier des souches de levures optimales pour améliorer la fermentation et les attributs positifs dans le vin[22]
- santé : différencier des cellules de vessie saines et cancéreuses avec le metabolic footprinting[23] ; le footprinting en combinaison à d'autres techniques pour une identification plus précoce des épidémies et la caractérisation des souches[24] ; l'étude du vieillissement avec l'exométabolomique chez C. elegans[25] ; l'analyse des métabolites extracellulaires pour comprendre le mécanisme pathogène des parasites protozoaires intracellulaires[26]
- cycle du carbone : fixation du carbone à l'échelle du globe et interactions entre phytoplancton et dinoflagellés[27]
- communautés microbiennes : effets des interactions entre les exométabolites de E. coli et C. elegans sur l'espérance de vie[28] ; les bactéries et les levures dans les systèmes laitiers[13]
- bioremédiation
- découpage des niches métaboliques : en 2010, des analyses exométabolomiques de la cyanobactérie Synechococcus sp. PCC7002 par Baran et ses collaborateurs ont montré que ce photoautotrophe peut diminuer de façon significative un groupe divers de métabolites exogènes[29] ; une étude exométabolomique complémentaire sur les isolats microbiens sympatriques issus de croûte terrestre biologique, que l'on trouve au sein de communautés de cyanobactéries dans les sols du désert du plateau du Colorado, a suggéré qu'un découpage des niches métaboliques existe dans ces communautés, où chaque isolat utilise 13 à 26 % des métabolites présents dans le sol[30]
- métabolites secondaires : metabolic footprinting afin de déterminer le mode d'action des substances antifongiques[31]